# Big Ben (Vulkan)
Big Ben ist ein Schichtvulkan auf der unbewohnten subantarktischen Insel Heard, die zum australischen Außengebiet Heard und McDonaldinseln gehört. Der höchste Punkt (Mawson Peak, benannt nach dem australischen Polarforscher Douglas Mawson) liegt 2745 Meter über dem Meeresspiegel. Mit einer Fläche von etwa 360 km² bedeckt der Berg fast das gesamte Zentralgebiet der Insel.
Big Ben ist einer der beiden aktiven Vulkane von Australien und gleichzeitig der höchste Berg auf australischem Hoheitsgebiet. Der Vulkan ist vollkommen von Schnee und Eis bedeckt, der Krater etwa 70 Meter tief.
Vulkanausbrüche fanden in den Jahren 1881, 1910, 1950–1952, 1953, 1954, 1985–1987, 1992, 1993, 2000–2001, 2003–2004 und 2006–2008 statt. Die jüngste Ausbruchsphase begann 2012 und dauert bis in die Gegenwart an.
Die Erstbesteigung gelang 1964.

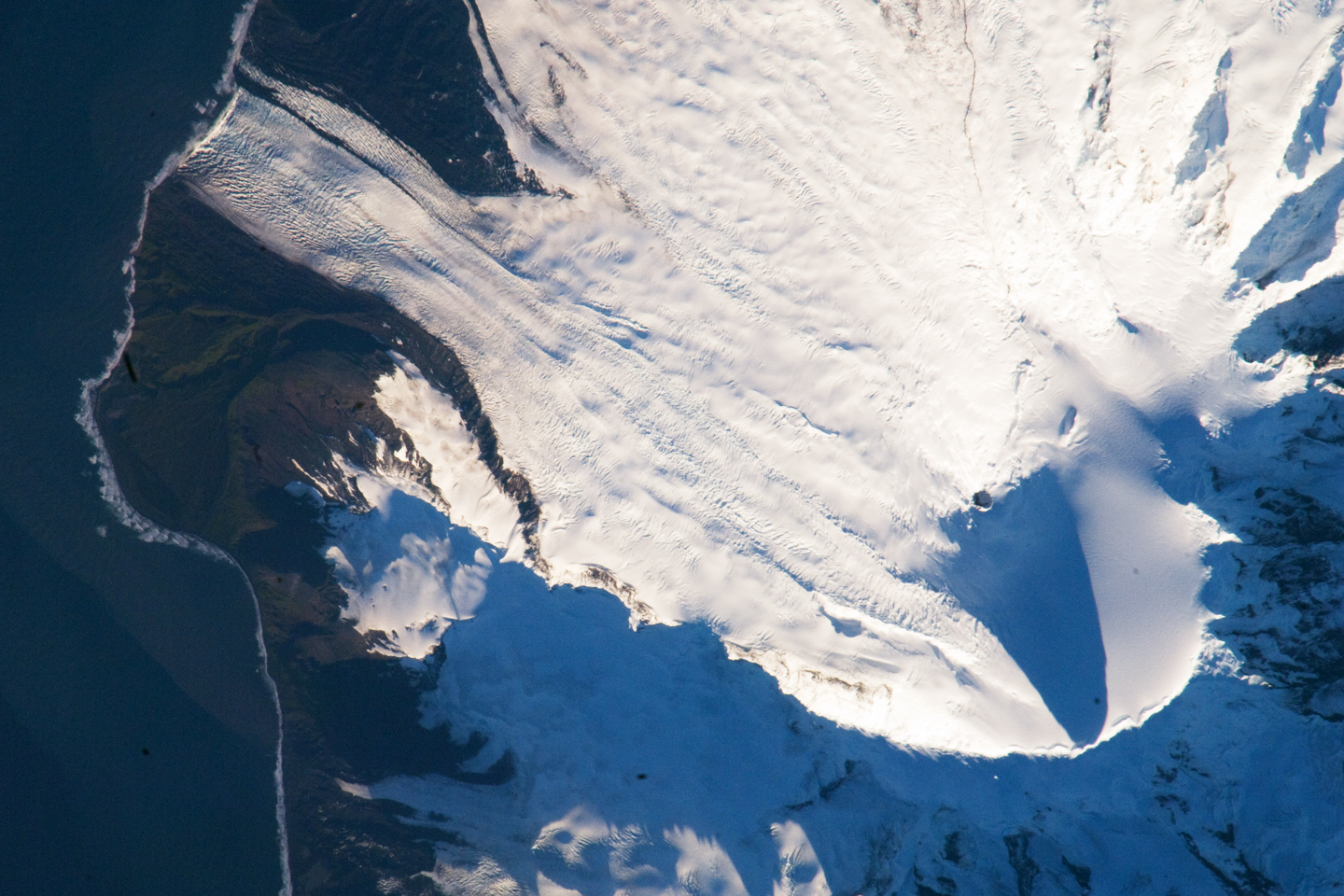
Satellitenaufnahme von Big Ben (2009)
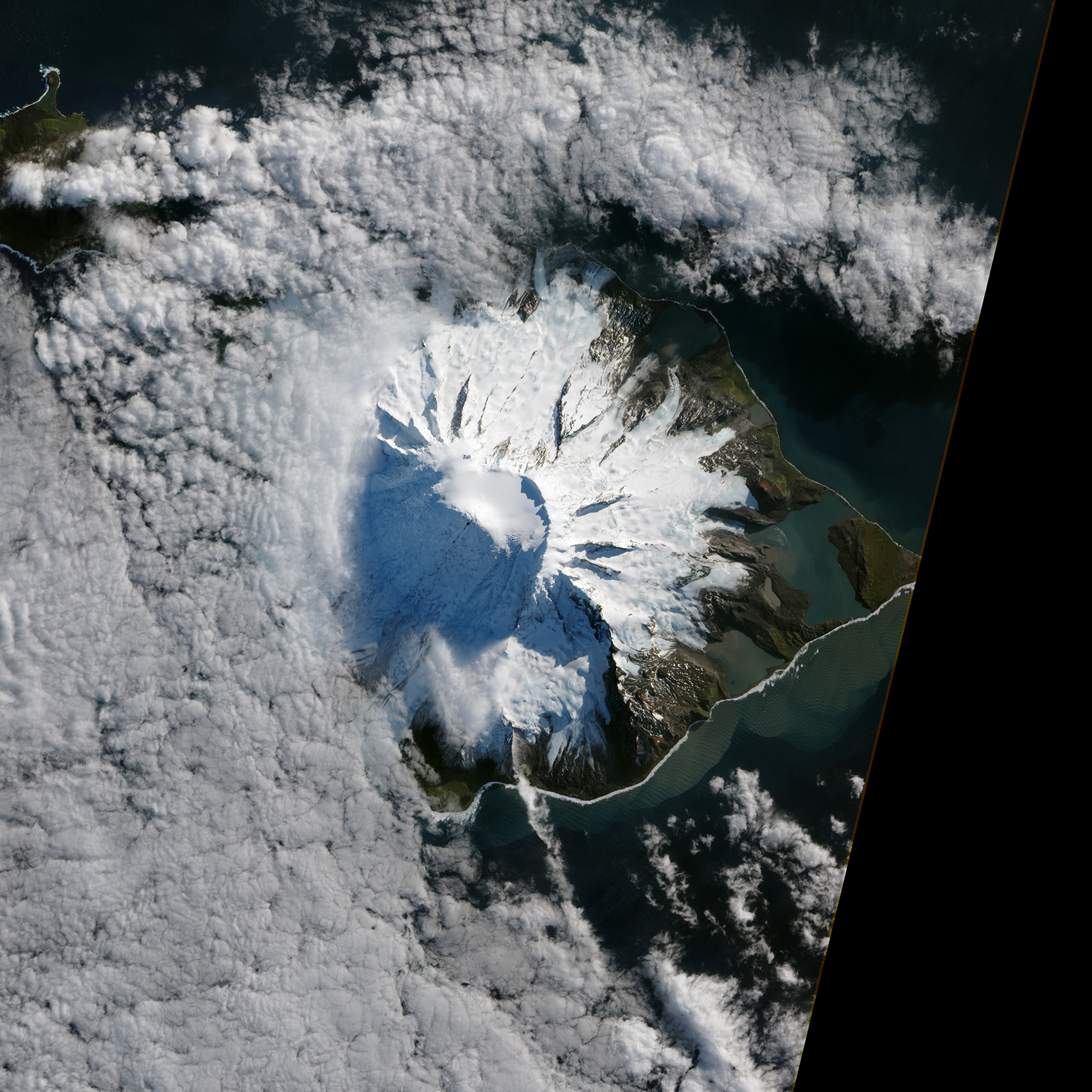
Satellitenaufnahme von Big Ben (2012)
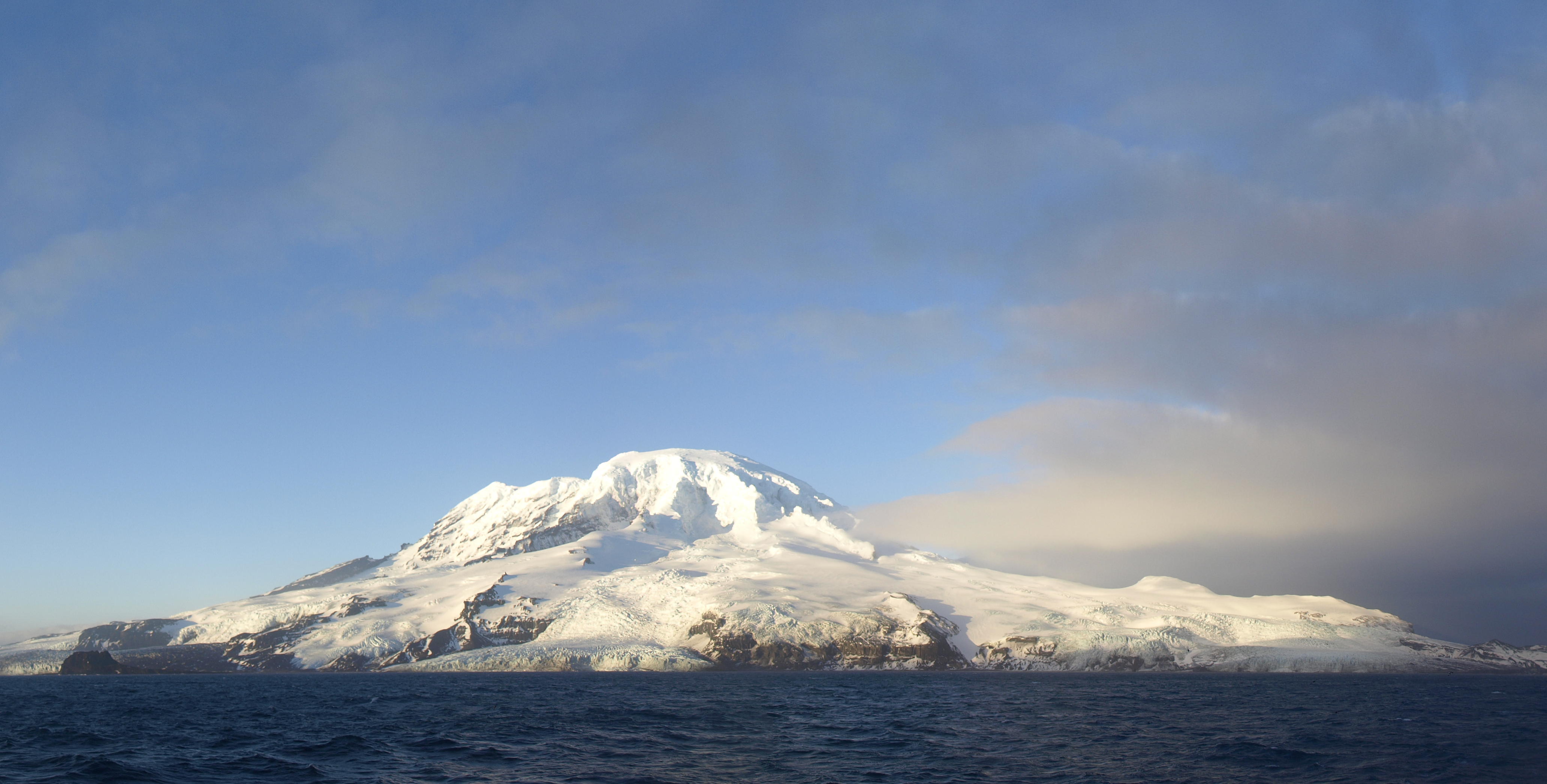
Blick vom Nordosten auf Big Ben (2009)